# Kranjska Gora
Kranjska Gora (IPA: [ˈkraːnskaˌgɔːra], németül Kronau IPA: [ˈkʁoːnaʊ]) város, ismert üdülőhely, síközpont Szlovéniában, az olasz, osztrák és szlovén hármashatár közelében. Az olasz határtól 6 km-re, míg az osztrák határtól 2 km-re fekszik. Lakosainak száma 5247 (2002).
A Sava Dolinka a környéken ered és átszeli a várost. Északról a Karavankák nyugati lejtői, délről pedig a Júliai-Alpok varázsolják csodálatossá a tájat.
Városi kiváltságai 1848 óta vannak. A Ljubljana és Tarvisio közötti vasútvonal megépítése (1870) sokat lendített a fejlődésen, de 1966-ban gazdasági okokra hivatkozva Jesenice és az olasz határ között felszedték a síneket.
Kranjska Gora a havas sportok szerelmeseinek messze földön híres paradicsoma. Számos, különböző nehézségű sípálya áll az érdekeltek rendelkezésére. A hivatásos sízők, a világkupában is pontozott Vitranc Kupáért versenyezhetnek minden évben. Akit azonban a hó vakításánál jobban vonz a pénz szaga, a helyi kaszinóban teheti próbára a szerencséjét.
A közelben van Rateče, ahol a földkerekség egyik legnagyobb síugrósánca található.

## Népesség
| 2020 | 1 519 |